# 다이안정
다이안정(大安町)은 미에현 이나베군에 설치되었던 정이다.
2003년 12월 1일, 이나베군, 호쿠세이정, 이나베정, 후지와라정과 합병해 이나베시가 성립해, 다이안정은 폐지되었다.

## 역사
다이안은 나라시대 다이안지 절령이었던 데서 유래되었다.
- 1959년 4월 20일 - 우메도리촌, 미사토촌이 합병해 다이안정이 성립하였다.
- 1963년 4월 1일 - 이시카촌과 합병해, 새로운 다이안정이 성립하였다.
- 2003년 12월 1일 - 호쿠세이정, 이나베정, 후지와라정이 합병해 이나베시가 성립하였다. 동일 다이안은 폐지되었다.

## 교통

### 철도
- 산기 철도(일본어판)
  - 산기 선